# Radek Meidl
Radek Meidl (ur. 25 listopada 1988 w Prościejowie) – czeski hokeista.
Jego brat Václav (ur. 1986) także został hokeistą. Jego sympatią została w 2014 tenisistka Petra Kvitová.

## Kariera
- HC Přerov U18 (2003-2004)
- Sparta Praga U18 (2004-2005)
- Sparta Praga U20 (2005-2006)
- Seattle Thunderbirds (2006-2007)
- Tri-City Americans (2007-2008)
- HC Ołomuniec U20 (2008)
- HC Ołomuniec (2008-2011)
  -  HC Šternberk (2009)
  -  HC Prostějov (2010-2011)
  -  HK Dukla Michalovce (2011)
  -  Medvědi Beroun 1933 (2012)
  -  HC Šumperk (2012-2013)
- Polonia Bytom (2013-2014)
- HK Jestřábi Prostějov (2014-2015)
- HC Frýdek-Místek (2015-2016)
- HK Dukla Trenczyn (2016-2017)
- Orlik Opole (2017-2018)
- Milton Keynes Lightning (2018-2019)
- Leeds Chiefs (2019)
- Unia Oświęcim (2019-2020)

Wychowanek klubu HC Ołomuniec. Przez dwa sezony występował w amerykańskich drużynach w kanadyjskich rozgrywkach juniorskich WHL w ramach CHL. Uczestniczył w turnieju mistrzostw świata juniorów do lat 20 w 2008.
Od listopada 2013 do listopada 2014 zawodnik Polonii Bytom. Od końca listopada 2014 zawodnik macierzystego klubu HK Jestřábi Prostějov. Od 2015 zawodnik HC Frydek-Mistek. Od grudnia 2016 zawodnik Dukli Trenczyn. Od końca stycznia 2017 zawodnik Orlika Opole. W maju 2017 przedłużył kontrakt z klubem, a ponadto zawodnikiem Orlika został jego brat Václav. Od czerwca 2018 zawodnik Milton Keynes Lightning. Od czerwca do grudnia 2019 grał w Leeds Chiefs. W grudniu 2019 przeszedł do Unii Oświęcim.
W 2020 ogłosił zakończenie kariery, po czym podjął pracę na stanowisku kierownika ds. sprzętu w klubie z Prościejowa. 

## Sukcesy
Klubowe
- Scotty Munro Memorial Trophy: 2008 z Tri-City Americans
- Srebrny medal mistrzostw Polski: 2020[16] z Unią Oświęcim